# Erycina
Erycina – rodzaj roślin z rodziny storczykowatych (Orchidaceae). Obejmuje 7 gatunków występujących w Ameryce Środkowej i Południowej w takich krajach jak: Belize, Boliwia, Brazylia, Kolumbia, Kostaryka, Ekwador, Salwador, Gujana Francuska, Gwatemala, Gujana, Honduras, Meksyk, Nikaragua, Panama, Peru, Surinam, Trynidad i Tobago, Wenezuela.

## Systematyka
Rodzaj sklasyfikowany do podplemienia Oncidiinae w plemieniu Cymbidieae, podrodzina epidendronowe (Epidendroideae), rodzina storczykowate (Orchidaceae), rząd szparagowce (Asparagales) w obrębie roślin jednoliściennych.
Wykaz gatunków
- Erycina crista-galli (Rchb.f.) N.H.Williams & M.W.Chase
- Erycina echinata (Kunth) Lindl.
- Erycina glossomystax (Rchb.f.) N.H.Williams & M.W.Chase
- Erycina hyalinobulbon (Lex.) N.H.Williams & M.W.Chase
- Erycina pumilio (Rchb.f.) N.H.Williams & M.W.Chase
- Erycina pusilla (L.) N.H.Williams & M.W.Chase
- Erycina zamorensis (Dodson) N.H.Williams & M.W.Chase